# Maria Antònia Vilaseca i Viladot
Maria Antònia Vilaseca i Viladot, coneguda amb el pseudònim artístic de Myrtia de Osuna (Barcelona, 22 juliol 1908 - Buenos Aires, 28 desembre 1943) fou una rapsoda, conferenciant i actriu catalana. Divulgadora dels poetes de la Generació del 27, actuà a Espanya, França, Itàlia i diferents països de Sud Amèrica. Se suïcidà a Buenos Aires als trenta-cinc anys.

## Biografia
Nascuda en el si d'una família benestant i molt religiosa, era filla de Miquel Vilaseca Xipell, natural de Sallent, d'ideologia carlista, evolucionat cap la Lliga Regionalista, i de Concepció Viladot Ferrusola, nascuda a Terol de pares catalans. Va ser la quarta dels set fills de la parella: Josep, Mercè, Maria, Maria Antònia, Anna, Lluís i Santiago. L'últim va morir als pocs mesos i Josep, el fill gran, que destacava com a poeta i fotògraf va morir el 1914. Maria Antonia Vilaseca i les seves germanes van cursar estudis primaris i batxillerat internes en el col·legi de les Carmelites de la Caritat de Sallent. La família estiuejava a Santa Coloma de Gramanet i coincidia amb Josep Maria de Segarra, amb el qual tenien gran amistat. Des de petita, Maria Antònia sorprenia pel gran repertori de poesies que recitava de memòria, sovint la feien actuar en auditoris escolars, familiars i d'amics.
Des de molt jove, va ser membre del Conferentia Club, una associació cultural creada per Cambó i dinamitzada per dames com Francesca Bonnemaison i Isabel Llorach i Dolsa, que portaven a Barcelona destacades figures de la cultura nacional i internacional. Vilaseca, que recitava de memòria el Romancero gitano, va quedar impactada quan va conèixer personalment Federico García Lorca a l'hotel Ritz de Barcelona, arran de la conferència sobre el seu recent viatge a Nova York.
Assídua rapsoda en salons privats, el debut professional li va arribar el 20 novembre 1933 a la sala Savoy, de la ma de la periodista i escriptora Maria Luz Morales. Les crítiques van ser tan favorables que va ser requerida per recitar al Teatre Poliorama, Círculo Ecuestre, Teatre Barcelona, etc. Aviat va haver de contractar un representant artístic (Pedro Torres) que li va procurar actuacions a tot Catalunya, Madrid i París. Durant els primers anys, es feia dir Marcia (referent a la musa de Lope de Vega).
Els seus recitals abastaven des dels clàssics castellans, fins a Josep Vilaseca (el seu germà), Joan Maragall, Rabindranath Tagore (amb traducció de Zenobia Camprubí), Manuel Machado, Miguel de Unamuno, Federico García Lorca, Pedro Salinas, Eduard Marquina, Rubén Darío, Juana de Ibarbourou, Jacinto Benavente, Elisabeth Mulder, etc. Actuava sola o acompanyada per instrumentistes i també improvisava danses.
Definida com una vestal de l'art, era bella, etèria i ambigua. Durant de les seves exitoses actuacions a Madrid, freqüentava la intel·lectualitat progressista de la Residencia de Estudiantes i era lloada per crítics i escriptors com Enrique Díez-Canedo, Vicente Aleixandre, Federico García Lorca, Eduardo Marquina, José Ortega y Gasset, Gabriela Mistral i sobretot Juan Ramón Jiménez i Zenobia Camprubí, que la van integrar al seu cercle d'amistats. Al mateix temps, es deixava veure a les tertúlies de la Zum Lustigen Walfisch (La ballena alegre) una cerveseria ubicada al soterrani del Cafè Lion, al carrer d'Alcalà, acompanyada del líder de la Falange José Antonio Primo de Rivera, polític i escriptor aficionat, Eduardo Molina Fajardo, Tomas Gistau, Rafael Sánchez Mazas, Raimundo Fernández Cuesta i altres notables falangistes que començaven a popularitzar la salutació feixista i Cara al sol, l'himne del Partit.
A finals de 1935 Vilaseca va participar en la Fiesta del Sainete, organitzada per l'Associació de la Premsa de Madrid. La revista Blanco y Negro, en el seu número extraordinari del 29 desembre, li va dedicar una foto a tota pàgina amb un article de l'escriptor Marcos Rafael Blanco Belmonte que asseverava: En el arte de la recitación, María Antonia Vilaseca es un modelo de sensibilidad exquisita y gusto depurado.
Al començament de 1936, estava contractada com a rapsoda a la companyia de Ernesto Vilches i tenia l'ambició de dedicar-se al teatre i al cinema. En una carta del 14 març, proposava a Federico García Lorca la formació d'una Societat Anònima d'Accionistes, destinada a crear una companyia teatral renovadora, li oferia la direcció i suggeria que ella podria interpretar el paper protagonista de Casa de nines d'Ibsen i Martine de Jean Jacques Bernard. En aquells moments, García Lorca estava acabant d'escriure La casa de Bernarda Alba i tenia el projecte de viatjar a Mèxic per presentar Bodas de sangre i mai li va donar una resposta.
El febrer 1936 el Front Popular va guanyar les eleccions, el mes següent, la Falange Espanyola va ser il·legalitzada, a causa dels actes violents contra polítics d'esquerres. José Antonio Primo de Rivera fou ingressat durant quatre mesos a la Presó Modelo de Madrid, on fou visitat per Vilaseca.
L'esclat de la Guerra Civil i l'afusellament de Federico García Lorca, va plantejar a molts intel·lectuals el dilema de la mort o l'exili. Catalunya es va mantenir fidel a la República, van ser els burgesos catòlics, intel·lectuals de dretes i empresaris, els que van marxar a l'exili. Alguns es van unir a les xarxes d'espionatge, comandades per Francesc Cambó i Josep Bertran Musitu, a favor del bàndol Franquista.
Maria Antònia Vilaseca es va traslladar a Itàlia, on va adoptar definitivament el pseudònim Myrtia de Osuna i es va establir a Sanremo. El 1937 va aconseguir ser contractada a la Universitat per a Estrangers de Perusa i a Roma. Actuava acompanyada al piano pel mestre Alberto Paoletti i desenvolupava un programa dividit en tres parts: Juan Ramón Jiménez, Rubén Darío i Gustavo Adolfo Bécquer, en castellà. Paul Géraldy i Jean-Richard Bloch, en francès i Vittorio Locchi, Gabrielle d'Annunzio i Ada Negri, en italià, que parlava a la perfecció. Malgrat les crítiques favorables, el seu projecte immediat era traslladar-se als Estats Units i provar sort en el cinema. Va enviar diverses peticions al Dr. Gregorio del Amo, metge filantrop, president de la Fundació del Amo, on ella havia actuat a Madrid, per aconseguir una beca per alguna universitat americana, sol·licitud que li va ser repetidament denegada per no ajustar-se a les condicions exigides.
A finals de 1937 va decidir tornar a Espanya i anticipant-se als esdeveniments, tot i que tenia els pares i germanes a Barcelona, va prendre partit pel bàndol franquista i es va traslladar a Andalusia, on fou rebuda amb entusiasme pels seus antics admiradors falangistes, que li van organitzar una gira de recitals a Granada, Còrdova i Sevilla, en els quals va actuar amb la insígnia de Falange (el jou i les fletxes) i va tenir sentides paraules de condol i admiració per José Antonio Primo de Rivera, afusellat el 20 de novembre de 1936.
A la primavera de 1938 va viatjar a Buenos Aires buscant noves oportunitats. Es va retrobar amb les catalanes Margarida Xirgu i Conxita Badia i va ser molt ben acollida per la comunitat d'intel·lectuals i artistes. Tal com feia a Madrid, es va relacionar amb personalitats de totes les tendències polítiques. Va actuar en recitals al teatre Smart, al Palau Errazuriz, als Jardins del Museu Colonial etc. Dels seus èxits, se'n va fer ressò a Espanya la revista de Falange Vértice. A començament d'estiu, va conèixer l'antiquari i escriptor granadí, nacionalitzat argentí, Antonio Pérez Valiente de Moctezuma, premiat per la seva obra poètica, amb el qual inicià una relació.
El setembre 1938 va morir a Barcelona el seu pare, Miquel Vilaseca Xipell de setanta-vuit anys, per causa d'una fallada renal, tot i que ella, quan li convenia, explicava que havia sigut assassinat a l'inici de la Guerra Civil,
Els esforços per aconseguir un visat d'entrada als Estats Units, no van donar cap resultat, malgrat les múltiples cartes de recomanació de personalitats rellevants. (En documents recentment desclassificats del Departament d'Estat, el nom de Myrtia de Osuna, apareix en una llista d'investigats pels seus vincles amb la Itàlia de Mussolini.)
Havia complert trenta anys, l'art de la declamació era molt minoritari i les aspiracions de triomfar en el cinema s'havien esvaït del tot. La desil·lusió, la separació de la família i les dificultats econòmiques, la van abocar a una forta depressió nerviosa. L'estiu de 1939 va viatjar al Perú convidada per la Universitat de San Marcos de Lima i malgrat les seves conviccions religioses, va intentar de suïcidar-se amb una sobredosi d'analgèsics. Fou salvada in extremis pel Dr. Gregorio Marañón, que en aquell període era convidat d'honor de la Universitat
Durant la seva estada a Lima, es va hostatjar un cert temps a casa de la poetessa Teresa Maria Llona, al districte de Miraflores. Es va relacionar amb intel·lectuals com Luis Fabio Xammar Jurado, Amparo Baluarte, poetessa i compositora, que li va dedicar un poema que apareix en diverses antologíes, José Gálvez Barrenechea, Catalina Recavarren o el concertista i compositor Carlos Raygada Peñafiel. El 1941 va assistir amb l'ambaixador d'Espanya a la celebració del quart centenari de la mort de Francisco Pizarro i va ser novament contractada per als cursos d'estiu de la Universitat de San Marcos.Més tard, va viatjar al Brasil, on es va retrobar amb Raimundo Fernández Cuesta, aleshores embaixador d'Espanya, i de retorn va estar a l'Uruguai amb el seu amic Andrés Segovia i la seva esposa Paquita Madriguera.
L'estiu de 1943, en plena Guerra Mundial, va tornar d'incògnit a Espanya. Es va limitar a visitar la família i entregar a l'escriptor Carles Soldevila una important documentació artística, que actualment es conserva a l'Arxiu Nacional de Catalunya.
El setembre d'aquell mateix any, va embarcar a Bilbao en el vaixell Monte Ayala, decidida a d'establir-se definitivament a l'Argentina. Es va instal·lar al carrer Moreno, 624 a prop de l'emblemàtica Plaza de Mayo. El seu amic, l'actor i director Ernesto Vilches, feia temps que era a Buenos Aires, però ja no s'hi va posar en contacte i el 28 de desembre, va consumar el segon intent de suïcidi, afegint-se a la llista d'intel·lectuals i artistes que es van llevar la vida en aquell difícil període: Alfonsina Storni, Leopoldo Lugones, Horacio Quiroga, Lisandro de la Torre, Lorenzo Parravicini, Enrique Méndez Calzada, Enrique Loncán, Victor Juan Guillot i Eduardo Jorge Bosco. Els diaris La Prensa, La Nación i la revista Nosotros van publicar la notícia de la seva mort, igual que la Universitat de Lima i els cercles de poesia del Perú i Xile. El seu promès, Antonio Pérez-Valiente de Moctezuma, li va dedicar el sonet Rosa de Fuego, que va incloure en el poemari Sol en la Niebla.